# Chartham Hatch
Chartham Hatch – osada w Anglii, w Kent. Leży 4,6 km od miasta Canterbury, 34,5 km od miasta Maidstone i 81,5 km od Londynu. W 2015 miejscowość liczyła 529 mieszkańców.